# Banksia archaeocarpa
Espèce
Classification phylogénétique
Banksia archaeocarpa est une espèce fossile de plantes à fleurs, qui appartenait au genre Banksia de la famille des Proteaceae. C'est un arbuste buissonnant disparu. On ne le connaît que par un cône fossile retrouvé dans le parc naturel de Kennedy Range en Australie-Occidentale et datant du milieu de l'Eocène.

## Classification
Décrit en 1983 par Kenneth J. McNamara & John K. Scott, il ressemble fortement à Banksia attenuata.